# Hughes H-4 Hercules
El Hughes H-4 Hercules (conocido también como "Spruce Goose", en castellano, ganso de abeto) es un avión diseñado y construido por la compañía Hughes Aircraft de la cual era dueño Howard Hughes.
El Hercules es el hidroavión más grande que ha existido, y es el segundo mayor avión en envergadura de la historia. Solamente se construyó uno, que tan solo llegó a realizar un vuelo experimental de aproximadamente 1,5 km de longitud a 21 metros de altitud máxima. Nunca entró en servicio operacional y el proyecto fue abandonado. Sin embargo, la unidad prototipo fue conservada.

## Historia
En 1942, el Departamento de Defensa de Estados Unidos encaró la necesidad de transportar material de guerra y personal al Reino Unido. Los barcos aliados en el Océano Atlántico sufrían graves pérdidas a causa de los submarinos alemanes, por lo que se necesitaba un aeroplano que pudiera cruzar el Atlántico con una carga pesada.
El aeroplano fue el invento de Henry J. Kaiser, quien dirigió el programa "Liberty ships". Trabajó junto al ingeniero aeronáutico Howard Hughes para crear lo que se convertiría en el aeroplano más grande construido hasta entonces. Cuando se terminase tendría capacidad para transportar 750 soldados totalmente equipados o dos tanques M4 Sherman o sea 60 toneladas.
Tenía una envergadura de 97,54 metros y estaba propulsado por ocho motores Pratt & Whitney R-4360 de 3.000 HP, 24.000 HP en total.
Para ahorrar metal durante la guerra se construyó mayoritariamente con madera; por ello fue llamado el "Aserradero volante" (Flying Lumberyard) por sus críticos, quienes además creían que un avión de este tamaño simplemente no podría volar. 
Su construcción no terminó hasta después del fin de la Segunda Guerra Mundial. El aparato había sido confeccionado por secciones en la factoría Hughes, y éstas fueron trasladadas por carretera individualmente al puerto de Long Beach en diciembre de 1946. En los astilleros allí radicados se procedió a su montaje, que se prolongó durante un año. En 1947, cuando el Congreso estadounidense empezó a eliminar gastos bélicos con objeto de ahorrar fondos, Howard Hughes fue llamado a testificar ante el Comité Investigador de la Guerra del Senado de Estados Unidos por el empleo de dinero público en la construcción del Hercules. En el Comité, Hughes encontró escepticismo e incluso hostilidad, aunque él se mantuvo firme en su postura. Durante un descanso en la vista del Comité, regresó a California para realizar las pruebas de motor del H-4.
Finalmente el 2 de noviembre de 1947, con Hughes a los mandos, el Hercules apodado "Spruce Goose" matriculado NX37602 logró elevarse sobre el agua en Long Beach, California, manteniendo una altura de 70 pies (21 metros) y una velocidad de 117 nudos (217 km/h) durante algo más de una milla (aproximadamente 1,6 kilómetros). A esa altitud aún se produce el efecto suelo del aeroplano, por lo que algunos críticos opinaron que al avión le faltaba potencia y prestaciones aerodinámicas para poder volar "de verdad".
El Congreso estadounidense canceló la financiación del proyecto Spruce Goose y el aeroplano jamás volaría de nuevo. Fue mantenido cuidadosamente en condiciones de vuelo hasta la muerte de Hughes en 1976.
Actualmente, el Spruce Goose se encuentra en el Evergreen Aviation Museum, en McMinnville, Oregón.
En 2004 se estrenó una película llamada El Aviador, que cuenta parte de la vida de Howard Hughes. En la película se incluye una emocionante representación del vuelo del gran Spruce Goose.

## Especificaciones

Comparación entre los cinco aviones más grandes del mundo. Pulsa para ampliar.

### Características generales
- Tripulación: 3
- Longitud: 66,65 m
- Envergadura: 97,54 m
- Altura: 24,18 m (9,1 m el fuselaje)
- Peso cargado: 180.000 kg
- Planta motriz: 8× motores radiales Pratt & Whitney R-4360 Wasp Major.
  - Potencia: 2983 kW (4000 HP; 4055 CV) cada uno.
- Hélices: 1× cuatripala Hamilton Standard por motor.
- Diámetro de la hélice: 5,23 m

### Rendimiento
- Velocidad crucero (Vc): 402,33 km/h
- Alcance: 3.000 km
- Techo de vuelo: 6350 m (20 833 ft)

### Aeronaves similares
- Blohm & Voss BV 238
- Boeing Pelican
- Dornier Do X

### Listas relacionadas
- Anexo:Aeronaves más grandes